# Lijst van rijksmonumenten aan de Herengracht (Amsterdam)
Een overzicht van de 423 rijksmonumenten aan de Herengracht in Amsterdam.
De lijst is opgesplitst in 3 delen:
- Lijst van het noordwestelijk gedeelte vanaf de Brouwersgracht tot de Raadhuisstraat. Dit zijn de nummers 1 t/m 211 aan de oneven zijde en 2 t/m 184 aan de even zijde.
- Lijst van het zuidwestelijk  gedeelte vanaf de Raadhuisstraat tot de Leidsestraat. Dit zijn de nummers 213 t/m 433 aan de oneven zijde en 186 t/m 424 aan de even zijde.
- Lijst van het zuidelijke gedeelte vanaf de Leidsestraat tot de Amstel. Dit zijn de nummers 435 t/m 627 aan de oneven zijde en 426 t/m 598 aan de even zijde.